# Vương Âu
Vương Âu (sinh ngày 28 tháng 10 năm 1982) là nữ diễn viên người Trung Quốc.

## Tiểu sử
Vương Âu sinh ra trong một gia đình có cha mẹ li hôn. Vì cha mẹ đều có cuộc sống riêng, nên thuở nhỏ cô được gửi nuôi ở nhà các dì, các chú và ông bà nội. Vương Âu theo học trường múa (múa dân tộc), ngoại trừ việc học, cô còn ra ngoài biểu diễn. Năm 15 tuổi, Vương Âu đã có thể kiếm tiền chi trả học phí cùng phí sinh hoạt, và trợ cấp cho mẹ.
Sau này, nhờ cơ duyên, Vương Âu trở thành người mẫu. Quãng thời gian này cũng giúp cô tích lũy được nhiều kinh nghiệm trước khi chuyển sang làm diễn viên sau đó 4 năm.

## Sự nghiệp
Năm 2005, Vương Âu tham gia bộ phim truyền hình "Tâm giới", từ đó bước chân vào giới diễn viên.
Năm 2016, Vương Âu được đề cử giải "Nữ diễn viên phụ được hoan nghênh nhất" tại An Huy vệ thị Quốc kịch thịnh điển với vai diễn trong "Lang Gia Bảng".
21 tháng 5 năm 2016, với vai diễn trong phim điệp chiến "Kẻ ngụy trang", Vương Âu giành được giải thưởng "Nữ diễn viên phụ xuất sắc nhất" lại Lễ trao giải Hoa Đỉnh lần thứ 19.

## Cuộc sống cá nhân
Vương Âu và chị gái có hai người cha khác nhau

## Phim

### Điện ảnh
| Năm  | Tên                               | Tên gốc          | Vai                          | Ghi chú   |
| ---- | --------------------------------- | ---------------- | ---------------------------- | --------- |
| 2006 | Nữ thám tử: Kẻ giết người vô danh | 女神捕之杀手无名 | Lục phu nhân                 | Khách mời |
| 2009 | Phượng vũ thiên hạ                | 凤舞天下         | Sở quốc công chúa - Vân Châu |           |
| 2010 | Phiêu hành thiên hạ tiền truyện   | 镖行天下前传     | Cốc Bình An                  |           |
| 2010 | Hoa tình yêu                      | 花恋             | Phiêu Nga                    |           |
| 2012 | Thần thám Hanh Đắc Trương         | 神探亨特张       |                              | Khách mời |
| 2016 | Đồng hồ thành thị                 | 发条城市         | Kiều Dương                   |           |
|      | Viên đạn nhẹ nhàng                | 温柔的子弹       | Kim Mai                      |           |

### Phim truyền hình
| Năm        | Tên                                       | Tên gốc                      | Vai diễn       | Ghi chú                                                        |
| ---------- | ----------------------------------------- | ---------------------------- | -------------- | -------------------------------------------------------------- |
| 2005       | Lối thoát                                 | 出路                         | Lãnh Tuyết Phi | Phim truyền hình, Tập 7: Những ngày không có ánh nắng mặt trời |
| 2005       | Mê thất tam giác vàng / Trái tim thất lạc | 迷失金三角 / 心戒            | Hà Như         |                                                                |
| 2007       | Nội ứng tình cảm                          | 情感卧底                     | Lưu Thuần      |                                                                |
| 2008       | Cấp bách                                  | 刻不容缓                     | Chu Hân        |                                                                |
| 2008       | Phía sau sự dịu dàng                      | 温柔的背后                   | Trác Nhiên     |                                                                |
| 2011       | Lời nói dối dịu dàng                      | 温柔的谎言                   | Bao Lệ Na      |                                                                |
| 2012       | Dao mổ                                    | 手术刀                       | Trần Tử Hàm    |                                                                |
| 2013       | Tinh trung Nhạc Phi                       | 精忠岳飞                     | Triệu Tiểu Mãn |                                                                |
| 2013       | Hoa Mộc Lan truyền kì                     | 花木兰传奇                   | Phục Linh      |                                                                |
| 2013       | Đồng Bấch anh hùng                        | 桐柏英雄                     | Hà Thuý Cô     |                                                                |
| 2014       | Hoa hồng hoa hỏa                          | 花红花火                     | Điền Minh Mị   |                                                                |
| 2015       | Nguyệt cung                               | 月供                         | Lợi Na         |                                                                |
| 2015       | Kẻ ngụy trang                             | 伪装者                       | Uông Man Xuân  |                                                                |
| 2015       | Lang Nha Bảng                             | 琅琊榜                       | Tần Bát Nhã    |                                                                |
| 2016       | Nhiệt huyết - Cộng phó quốc nạn           | 热血之共赴国难（别名：锻刀） | Giang Mỹ Lan   |                                                                |
| 2016       | Mật thám hoa hỉ                           | 欢喜密探                     | Viên Ngọc Nga  |                                                                |
| 2016       | Cha mẹ cuối tuần                          | 周末父母                     | Triệu Giai Ny  | [ 3 ]                                                          |
| 2017       | Phía trên đỉnh mây                        | 云巅之上                     | Tiêu Tiêu      |                                                                |
| 2017       | Thần thám Địch Nhân Kiệt 4                | 神探狄仁杰4                  | Anh Mạn        |                                                                |
| 2018       | Truyền thuyết thanh kiếm ngọc             | 莽荒纪                       | Dư Vi          |                                                                |
| 2018       | Thiên Thịnh trường ca                     | 天盛长歌                     | Hoa Quỳnh      | Cameo                                                          |
| 2018       | Hoàng Phủ Mật truyền kì                   | 皇甫神医                     | Hương Linh     | Quay năm 2014                                                  |
| 2019       | Kẻ thù của tôi ở bên kia cánh cửa         | 我的冤家住对门               | La Khiết       | Quay năm 2013                                                  |
| 2019       | Con hẻm chi ma                            | 芝麻胡同                     | Mục Xuân Hoa   |                                                                |
| 2019       | Thôi thủ                                  | 推手                         | Trần Nhất Phàm |                                                                |
| 2019       | Cửu Châu phiêu miểu lục                   | 九州缥缈录                   | Tô Thuấn Khanh |                                                                |
| 2019       | Điệp chiến thâm hải: Kinh trập            | 谍战深海之惊蛰               | Trương Li      |                                                                |
| 2019       | Luật sư tinh anh                          | 精英律师                     | Lam Hồng       | Cameo                                                          |
| 2020       | Liệp Hồ                                   | 猎狐                         | Ngô Gia Kỳ     |                                                                |
| 2020       | Tình Tây Khẩu                             | 西口情                       | Bồ Bổng Nhi    |                                                                |
| 2021       | Muôn mặt cuộc sống                        | 生活万岁                     | Tăng Chí Đình  |                                                                |
| 2021       | Lý tưởng soi sáng Trung Quốc              | 理想照耀中国                 | Vương Huệ Phân | Tập: Hát lên! quê hương                                        |
| 2022       | Hẹn về nhà mới                            | 新居之约                     | Trần Hi        |                                                                |
| 2023       | Thục Niên                                 | 熟年                         | Nghê Vĩ Trinh  |                                                                |
| 2023       | Tiểu mãn sinh hoạt                        | 小满生活                     | Điền Điềm      |                                                                |
| 2024       | Xích nhiệt                                | 赤热                         | Hoàng Lâm Hy   |                                                                |
| Chưa chiếu | Đại Đường thi thánh                       | 大唐诗圣                     | Hoàng Tứ Nương | Quay năm 2012                                                  |
| Chưa chiếu | Tôi chờ em trong ký ức                    | 我在回忆里等你               | Lâm Giai Yến   | Quay năm 2011                                                  |
| Chưa chiếu | Liệt mã trường phong                      | 烈马长风                     | Thư Ngọc Nhi   | Tên khác: Kim qua thiết mã                                     |
| Chưa chiếu | Luôn có hồ điệp bay qua Thượng Hải        |                              |                |                                                                |
| Chưa chiếu |                                           |                              |                |                                                                |

### Chương trình truyền hình
| Năm       | Tên chương trình                 | Ghi chú                                         |
| --------- | -------------------------------- | ----------------------------------------------- |
| 2015      | Toàn viên gia tốc (Run for time) | Tập 7                                           |
| 2016      | Minh tinh đại trinh thám 1       | Thành viên cố định, tham gia 11 tập (trừ tập 3) |
| 2017      | Vương bài đối vương bài 2        | Tập 7 mùa 2                                     |
| 2017      | Minh tinh đại trinh thám 2       | Tham gia tập 3,4,5,6                            |
| 2017      | Tham gia tập 4,6,7,8             |                                                 |
| 2017      | Mình yêu nhau đi 3               | Tham gia cùng Minh Đạo                          |
| 2018      | Minh tinh đại trinh thám 4       | Tham gia tập 1,3,5,6,8                          |
| 2019-2020 | Minh tinh đại trinh thám 5       | Tham gia tập 5,8,9,10                           |
| 2021      | Minh tinh đại trinh thám 6       | Tham gia tập 7,12,13                            |
| 2021      | Đạp gió rẽ sóng 2                |                                                 |
| 2022      | Đại trinh thám 7                 | Thành viên cố định, tham gia tập 2,3,7,8,9,10   |
| 2023      | Đại trinh thám 8                 | Thành viên cố định, tham gia tập 1,2,5,6,8,10   |
| 2024      | Đại trinh thám 9                 | Tham gia tập 9,10,11,12                         |
| 2024      | Đại trinh thám 10                |                                                 |
| 2024      | Ma Cao song hành tuyến 2         |                                                 |
| 2025      | Đại trinh thám:Thập quang quý    |                                                 |
| 2025      | Xin chào thứ 7                   |                                                 |

## Hoạt động xã hội
17 tháng 5 năm 2017, Vương Âu là khách mời trong chương trình phát sóng trực tiếp từ thiện "Bữa trưa nụ xuân: Nấu ăn vì tình yêu". Cô đã hợp tác với Quỹ Trẻ em và Thanh thiếu niên Trung Quốc và Văn phòng Giám sát Ý kiến Công chúng Trực tuyến của tờ Nhân dân Nhật báo để nấu ăn cho trẻ em và kêu gọi mọi thành phần trong xã hội quan tâm đến trẻ em ở những khu vực nghèo đói và chăm sóc, giúp đỡ các em nhiều hơn.
Tháng 8 năm 2017, Vương Âu đã đến Ngân Xuyên để tham gia sự kiện từ thiện "Một trăm người cứu trợ Ninh Hạ" của Hàn Hồng. Vương Âu đi theo Đội cứu trợ 100 người của Hàn Hồng đến Ninh Hạ và đi tàu xanh từ Bắc Kinh đến Ngân Xuyên. Đây là lần đầu tiên Vương Âu tham gia một hoạt động từ thiện mà cô có thể đích thân giúp đỡ người khác.Tại phòng khám miễn phí, Vương Âu chủ yếu chịu trách nhiệm theo dõi việc đăng ký của bệnh nhân.
11 tháng 12 năm 2020, Vương Âu, đại sứ hình ảnh của ngành văn hóa du lịch Quảng Tây, đã nhiệt tình tham gia Chiến dịch tiêu dùng thể thao và sức khỏe Quảng Tây và quảng bá quê hương Quảng Tây thông qua một đoạn video ngắn, thu hút sự chú ý rộng rãi của công chúng.
3 tháng 6 năm 2021, lễ phát động "Tháng tuyên truyền phòng, chống ma túy và AIDS Quảng Tây 2021" với chủ đề "Thanh niên gương mẫu, xanh, không độc hại" đã được tổ chức tại Nam Ninh, do Ủy ban phòng, chống ma túy Khu tự trị dân tộc Choang Quảng Tây chủ trì, Sở Giáo dục Khu tự trị, Đoàn Thanh niên Cộng sản Khu tự trị Quảng Tây và Ủy ban Y tế Khu tự trị phối hợp tổ chức, Ủy ban phòng, chống ma túy Nam Ninh đảm nhiệm . Vương Âu đã dẫn đầu toàn thể sinh viên tham gia tuyên thệ chống lại nạn lạm dụng ma túy và AIDS. Vương Âu cho biết, với tư cách là đại sứ phòng chống ma túy của Quảng Tây, cô sẽ phát huy ảnh hưởng xã hội của mình, tích cực tuyên truyền về phòng chống ma túy, định hướng người dân, đặc biệt là giới trẻ, chống lại tác hại của ma túy và huy động nhiều người dân hơn nữa tham gia vào cuộc chiến chống ma túy.
Tháng 7 năm 2021, Vương Âu đã quyên góp 500.000 nhân dân tệ cho cứu trợ thiên tai lũ lụt ở Hà Nam 
Tháng 1 năm 2025 , Vương Âu đã quyên góp tiền cho khu vực bị động đất ở Shigatse, Tây Tạng.

## Giải thưởng
| Năm  | Giải thường          | Hạng mục                                                   | Đề cử cho                                                                         | Kết quả   | Ghi chú |
| ---- | -------------------- | ---------------------------------------------------------- | --------------------------------------------------------------------------------- | --------- | ------- |
| 2015 | Quốc kịch thịnh điển | Nữ diễn viên phụ được yêu thích nhất                       | Lang Nha Bảng                                                                     | Đề cử     |         |
| 2016 | Giải Bạch Ngọc Lan   | Nữ diễn viên phụ xuất sắc nhất                             | Kẻ ngụy trang                                                                     | Đề cử     |         |
| 2016 | Giải Hoa Đỉnh        | Nữ diễn viên phụ xuất sắc nhất                             | Kẻ ngụy trang                                                                     | Đoạt giải |         |
| 2019 | Giải Hoa Đỉnh        | Nữ diễn viên chính xuất sắc nhất (Phim chính kịch lịch sử) | Con hẻm chi ma                                                                    | Đoạt giải | [ 5 ]   |
| 2019 | Kim Cốt Đóa          | Nữ diễn viên xuất sắc nhất                                 | Con hẻm chi ma, Thôi thủ, Cửu Châu phiêu miểu lục, Điệp chiến thâm hải: Kinh trập | Đề cử     | [ 6 ]   |
| 2019 | Kim Cốt Đóa          | Nữ diễn viên nổi tiếng của năm                             | Con hẻm chi ma, Thôi thủ, Cửu Châu phiêu miểu lục, Điệp chiến thâm hải: Kinh trập | Đoạt giải | [ 7 ]   |
| 2020 | Quốc kịch thịnh điển | Nữ diên viên đột phá của năm                               | Điệp chiến thâm hải: Kinh trập                                                    | Đoạt giải | [ 8 ]   |
| 2025 | Quốc kịch thịnh điển | Diễn viên biểu cảm của năm                                 | —                                                                                 | Đoạt giải |         |